# Vespa V125 V11t
A Vespa 125 egy robogó, amelyet az olasz Piaggio gyár 1949-ben dobott piacra Corradino D'Ascanio tervezőmérnök tervei alapján.

## Felépítése

### A váz
A 49-es modell váza a 48-ashoz hasonló technológiával készül, mindkét oldalon varrat követi a far ívét. A vázszám a karburátor ablaka fölé költözik. A benzincsap továbbra sem tekerős, hanem húzó-toló jellegű, "riserva" funkcióval is bír. A kormánynyakba először szerelnek kormányzárat. A váltó rudazata már nem a klasszikus csuklós rendszerű, pálcák és bowdenek alkotják. A váltórudazat a középső alagútba a fékpedál felett a függőleges részen egy furaton bújik be, és a lengővilla forgáspontja előtt egy csövön bújik ki. Az első lámpa továbbra is 95 mm átmérőjű, alumíniumházas, az első sárvédőhöz szegecsekkel kapcsolódik. A hátsó lámpa kör alakú, kissé változtatott kinézettel. A kormányon a kapcsoló kagyló alakú, műanyag, fémborítással.

### Futómű
Az első kerék felfüggesztése továbbra is egyoldali, a lengővilla a jobb oldalon van. A rugózást csavarrugó biztosítja. Első lengéscsillapító nincs. A hátsó futóműben a rugó és lengéscsillapító egymás mellett helyezkedik el.

### Motor
A motor alapvető felépítésében hasonló az 1948-as modell blokkjával, egy nagy különbséggel. A henger bordázata vízszintes, ami jobb hűtést biztosít. Az ezután gyártott léghűtéses Piaggio modellekben évtizedeken át ezt a felépítést használják. A megváltozott bordázat miatt a  légterelő alakja is módosul.  A karburátor Dellorto Ta17.